# Wahibra
Wahibra Iaib (fl. XVIII secolo a.C.) è stato un sovrano egizio inserito nella XIII dinastia.

## Biografia
Malgrado il Canone Reale gli assegni un periodo di regno relativamente lungo, per la specifica fase storica caratterizzata da regni brevi, Wahibra è noto solamente, oltre che per l'inserimento nella lista reale, per una stele proveniente da Tebe (Egitto), un coperchio di vaso proveniente da El-Lahun e da alcuni scarabei uno dei quali potrebbe provenire da Biblo.
La dispersione di tali ritrovamenti porta comunque a pensare che questo sovrano abbia ancora regnato sulla maggior parte dell'Egitto ed abbia mantenuto anche contatti con l'estero.
Il nome della regina principale di Wahibra potrebbe essere Khaesnebu

## Liste Reali
| N5 | V29 | V28 | Y1 | M17 | D36 | n · n · n | A24 | ib | Z1 |

| N5 | V29 | V28 | Y1 | M17 | D36 | n · n · n | A24 | ib | Z1 |

| N5 | V29 | V28 | Y1 | M17 | D36 | n · n · n | A24 | ib | Z1 |

| N5 | V29 | V28 | Y1 | M17 | D36 | n · n · n | A24 | ib | Z1 |

| N5 | V29 | V28 | Y1 | M17 | D36 | n · n · n | A24 | ib | Z1 |

| N5 | V29 | V28 | Y1 | M17 | D36 | n · n · n | A24 | ib | Z1 |

| N5 | V29 | V28 | Y1 | M17 | D36 | n · n · n | A24 | ib | Z1 |

| N5 | V29 | V28 | Y1 | M17 | D36 | n · n · n | A24 | ib | Z1 |

## Titolatura
| G5 |

| G5 |

|       |
| \| \| |
|       |
|       |

|  |

|       |
| \| \| |
|       |
|       |

|  |

| G16 |

| G16 |

|  |

| G8 |

| G8 |

|  |

| M23 · X1 | L2 · X1 |

| M23 · X1 | L2 · X1 |

| N5 | V29 | ib |

| N5 | V29 | ib |

| N5 | V29 | ib |

| N5 | V29 | ib |

| N5 | V29 | ib |

| N5 | V29 | ib |

| N5 | V29 | ib |

| N5 | V29 | ib |

| G39 | N5 |

| G39 | N5 |

| ib · Z1 | M17 | D36 | n · n · n |

| ib · Z1 | M17 | D36 | n · n · n |

| ib · Z1 | M17 | D36 | n · n · n |

| ib · Z1 | M17 | D36 | n · n · n |

| ib · Z1 | M17 | D36 | n · n · n |

| ib · Z1 | M17 | D36 | n · n · n |

| ib · Z1 | M17 | D36 | n · n · n |

| ib · Z1 | M17 | D36 | n · n · n |

## Altre datazioni
| Autore    | Anni di regno         |
| --------- | --------------------- |
| Redford   | 1721 a.C. - 1712 a.C. |
| Ryholt    | 1712 a.C. - 1701 a.C. |
| Malek     | 1716 a.C. - 1706 a.C. |
| Schneider | 1680 a.C. - 1670 a.C. |
| Franke    | 1680 a.C. - 1670 a.C. |